# Nederlandse kampioenschappen schaatsen afstanden 2021 - 1500 meter vrouwen
De Nederlandse kampioenschappen schaatsen afstanden 2021 - 1500 meter vrouwen werd gehouden op vrijdag 30 oktober 2020 in Thialf, Heerenveen. 
Titelverdedigster was Melissa Wijfje die de titel pakte tijdens de Nederlandse kampioenschappen schaatsen afstanden 2020.

## Uitslag
| #      | Schaatsster        | Tijd       |
| ------ | ------------------ | ---------- |
| Goud   | Jorien ter Mors    | 1:55.50    |
| Zilver | Antoinette de Jong | 1:55.98    |
| Brons  | Melissa Wijfje     | 1:56.66    |
| 4      | Ireen Wüst         | 1:56.72    |
| 5      | Marijke Groenewoud | 1:57.52 PR |
| 6      | Irene Schouten     | 1:57.68    |
| 7      | Reina Anema        | 1:58.29    |
| 8      | Joy Beune          | 1:58.43    |
| 9      | Elisa Dul          | 1:58.83    |
| 10     | Aveline Hijlkema   | 1:59.53    |
| 11     | Esther Kiel        | 1:59.74    |
| 12     | Isabelle van Elst  | 1:59.79    |
| 13     | Roza Blokker       | 1:59.83    |
| 14     | Lotte van Beek     | 2:00.50    |
| 15     | Sanne in 't Hof    | 2:01.40    |
| 16     | Myrthe de Boer     | 2:02.07    |

Uitslag
1987 · 
1988 · 
1989 · 
1990 · 
1991 · 
1992 · 
1993 · 
1994 · 
1995 · 
1996 · 
1997 · 
1998 · 
1999 · 
2000 · 
2001 · 
2002 · 
2003 · 
2004 · 
2005 · 
2006 · 
2007 · 
2008 · 
2009 · 
2010 · 
2011 · 
2012 · 
2013 · 
2014 · 
2015 · 
2016 · 
2017 · 
2018 · 
2019 · 
2020 · 
2021 · 
2022 · 
2023 · 
2024 · 
2025